# Bittium courtillerianum
Bittium courtillerianum is een uitgestorven slakkensoort uit de familie van de Cerithiidae. De wetenschappelijke naam van de soort is voor het eerst geldig gepubliceerd in 1865 door Millet als Cerithium courtillerianum